# Anna a Marii Britanii
Anna a Marii Britanii (n. 6/16 februarie 1665, Greater London, Anglia, Regatul Unit – d. 1/12 august 1714, Middlesex, Anglia, Regatul Marii Britanii) a fost regină a Angliei, Scoției și Irlandei, între 1702–1714; de la data de 8 martie 1702, i-a succedat lui William al III-lea al Angliei și al II-lea al Scoției.
Tatăl ei, Iacob al II-lea al Angliei (și al VII-lea al Scoției), a fost deposedat de coroană în 1688; cumnatul și sora ei au devenit monarhii William al III-lea și Maria a II-a, singurul astfel de caz în istoria britanică. După moartea Mariei în 1694, William a continuat ca singur monarh, până la propria sa moarte în 1702.
La data de 1 mai 1707, conform Actelor Uniunii din 1707, Anglia și Scoția s-au unit într-un singur stat, Regatul Marii Britanii. Anne a devenit primul suveran al noului stat, în timp ce continua să dețină separat coroana de regină a Irlandei. Regina Anna a domnit doisprezece ani până la moartea sa în august 1714.
Viața Annei a fost marcată de numeroase crize, atât personale cât și cu privire la succesiunea coroanei. Pentru că a murit fără să lase moștenitori în viață, Anna a fost ultimul monarh al Casei Stuart. A fost succedată de vărul său, George I din dinastia de Hanovra, care era descendent al Stuarzilor prin bunica sa maternă, Elisabeta, fiica lui Iacob I.

## Copilăria
Anna s-a născut la 11:30 p.m. la 6 februarie 1665 la Palatul St James din Londra ca al patrulea copil și a doua fiică a lui Iacob, Duce de York (viitorul rege Iacob al II-lea al Angliei) și a primei soții a acestuia, Lady Anne Hyde. Fratele tatălui ei a fost regele Carol al II-lea al Angliei care a domnit peste trei regate: Anglia, Scoția și Irlanda iar mama ei a fost fiica Lordului Cancelar Edward Hyde.
A fost botezată în credința anglicană la capela regală a palatului St James. Sora ei mai mare, Maria, a fost unul dintre nași împreună cu arhiepiscopul de Canterbury Gilbert Sheldon și Ducesa de Monmouth. Ducele și Ducesa de York au avut opt copii, însă numai Anna și Maria au supraviețuit adolescenței.
Copil fiind, Anna a suferit de o afecțiune a ochilor care s-a manifestat prin udarea excesivă a ochilor. Pentru tratament medical a fost trimisă în Franța unde a locuit cu bunica paternă, Henrietta Maria a Franței, la Castelul Colombes în apropiere de Paris. După decesul bunicii sale în 1669, Anna a locuit cu mătușa ei, Henrietta Anna, Ducesă de Orléans. După moartea bruscă a mătușii sale în 1670, Anna s-a întors în Anglia. Mama ei a murit anul următor.
Conform tradiției în familia regală, Anna și sora ei au fost separate de tatăl lor și stabilite în propria lor casă la Richmond, Londra. La instrucțiunile lui Carol al II-lea ele au fost crescute ca protestante. Au fost plasate în grija colonelului Edward Villiers și a soției acestuia, Lady Frances Villiers, iar educația lor s-a axat pe învățăturile bisericii anglicane.
În jurul anului 1671, Anna a făcut cunoștință cu Sarah Jennings, care mai târziu îi va deveni prietenă apropiată și unul dintre cei mai influenți consilieri ai ei. Jennings s-a căsătorit cu John Churchill (viitorul Duce de Marlborough) în 1678. El era fratele amantei Ducelui de York, Arabella Churchill, și va deveni unul dintre cei mai importanți generali ai Annei.
În 1673 convertirea la catolicism a tatălui Annei a devenit publică. El s-a căsătorit cu o prințesă catolică, Mary de Modena, care era cu numai șase ani și jumătate mai mare decât Anna. Carol al II-lea nu a avut copii legitimi care au supraviețuit așa încât Ducele de York era al doilea în linia de succesiune, urmat de cele două fiice ale sale din prima căsătorie, Maria și Anna. În următorii zece ani, noua Ducesă de York a avut zece copii însă toți au murit la naștere sau la vârste foarte fragede.

## Căsătoria

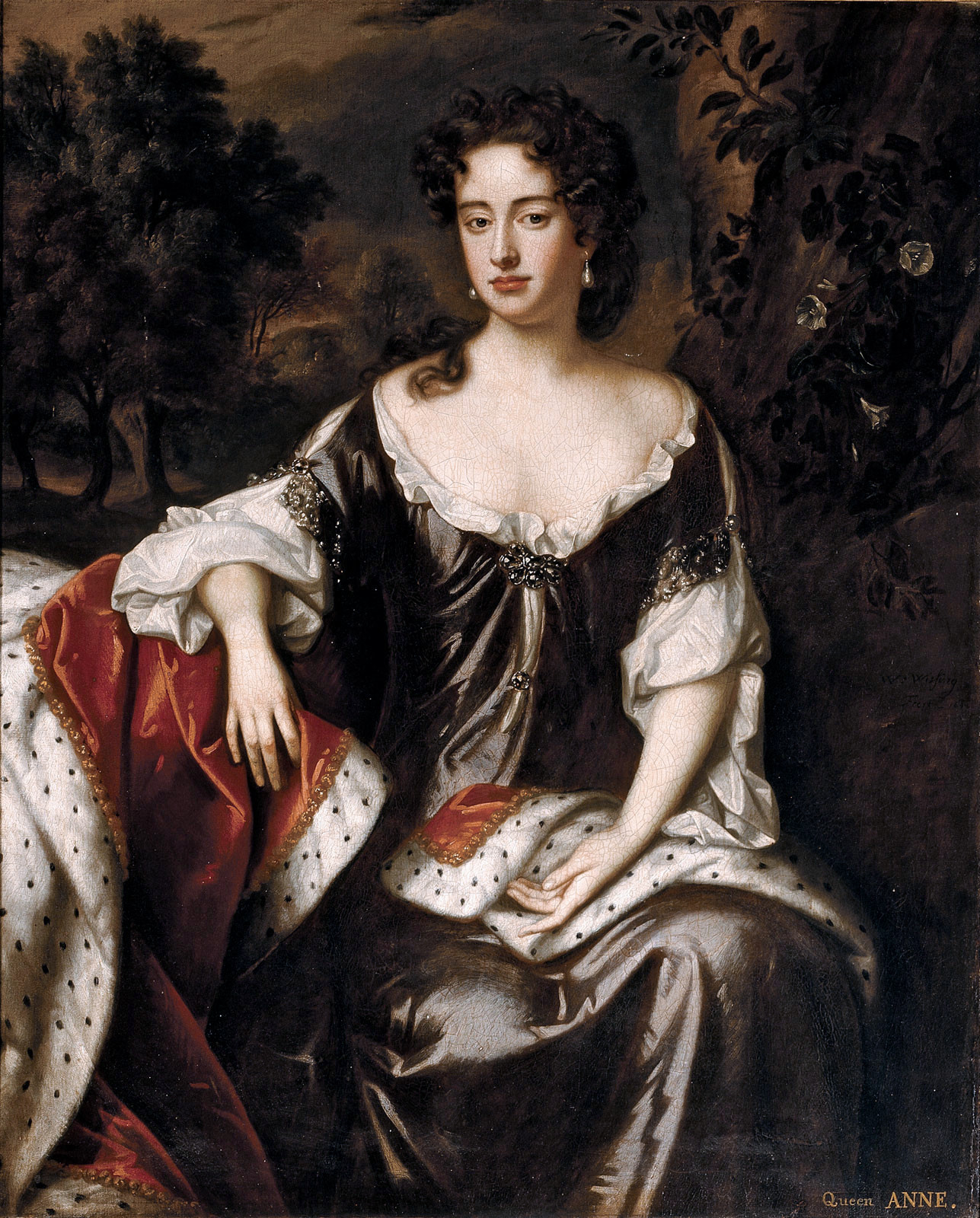
Portret al Annei de Willem Wissing, 1687.

În noiembrie 1677, sora mai mare a Annei s-a căsătorit cu un prinț olandez, Willem de Orania; Anna nu a putut participa la nuntă, a rămas închisă în camera ei, bolnavă de variolă. Până când s-a vindecat ea, Maria deja plecase în noua ei viață, în Olanda. Lady Frances Villiers s-a îmbolnăvit și ea de variolă și a murit. Mătușa Annei, Lady Clarendon (soția lui Henry Hyde), a fost numită noua guvernantă a Annei. Un an mai târziu, Anna și mama ei vitregă au vizitat-o pe Maria în Olanda.
Ca urmare a isteriei anti-catolice, tatăl și mama ei vitregă s-au retras la Bruxelles în martie 1679; Anna i-a vizitat la sfârșitul lunii august. În octombrie Anna s-a întors în Anglia, iar Ducele și Ducesa în Scoția. Ea și-a vizitat tatăl și mama vitregă în Scoția din iulie 1681 până în mai 1682. Aceasta a fost ultima ei călătorie în afara Angliei.
Vărul de-al doilea al Annei, George de Hanovra (și eventualul ei succesor) a vizitat Londra timp de trei luni începând cu decembrie 1680, alimentând zvonuri legate de o potențială căsătorie dintre ei. Istoricul Edward Gregg a respins ca nefondate zvonurile că tatăl ei a exilat de la curte și hanovrienii plănuiau să-l căsătorească pe Prințul George cu verișoara lui primară, Sofia Dorothea de Celle, ca parte a unei scheme de a uni moștenirea hanovriană.
La 28 iulie 1683 la capela regală, Anna s-a căsătorit cu protestantul prinț George al Danemarcei, fratele regelui Christian al V-lea al Danemarcei. Deși a fost o căsătorie aranjată, ei au fost parteneri devotați și fideli. În câteva luni de la căsătorie, Anna a rămas însărcinată însă a născut un copil mort în mai 1684. În următorii doi ani, ea a mai născut două fiice, Mary și Anna Sophia.

### Urcarea pe tron a lui Iacob al II-lea
Când Carol al II-lea a murit în 1685, tatăl Annei l-a urmat la domnie sub numele de Iacob al II-lea în Anglia și Irlanda și Iacob al VII-lea în Scoția . El, însă, nu a fost bine primit de englezi, care erau foarte preocupați de catolicismul său. Anna împărtășea îngrijorarea generală și a continuat să participe la slujbele anglicane. Cum sora ei Maria locuia în Olanda, Anna și familia ei erau singurii membri ai familiei regale care participau și la servicii religioase protestante în Anglia. Când tatăl ei a încercat să boteze fiica cea mică a Annei în credința catolică, Anna a izbucnit în lacrimi. "Biserica de la Roma este rea și periculoasă", i-a scris ea surorii sale, "ceremoniile lor – cele mai multe dintre ele – idolatrie de-a dreptul."
La începutul anului 1687, în doar câteva zile, Anna a suferit un avort spontan, soțul ei s-a îmbolnăvit de variolă și cele două fiice ale lor au murit de aceeași boală. La sfârșitul anului, Anna a născut un copil mort.
Neliniștea publică a crescut atunci când cea de-a doua soție a lui Iacob, Maria de Modena, a rămas însărcinată pentru prima dată de la urcarea pe tron a soțului ei. Într-o scrisoare către sora ei Maria, Anna i-a scris despre suspiciunea că regina avea o sarcină falsă în încercarea de a introduce un fals moștenitor. Anna a suferit un alt avort spontan în aprilie 1688 și a părăsit Londra pentru a se recupera.

La 10 iunie 1688, regina a născut un fiu, James Francis Edward, și succesiunea catolică a devenit probabilă.

### "Revoluția glorioasă"

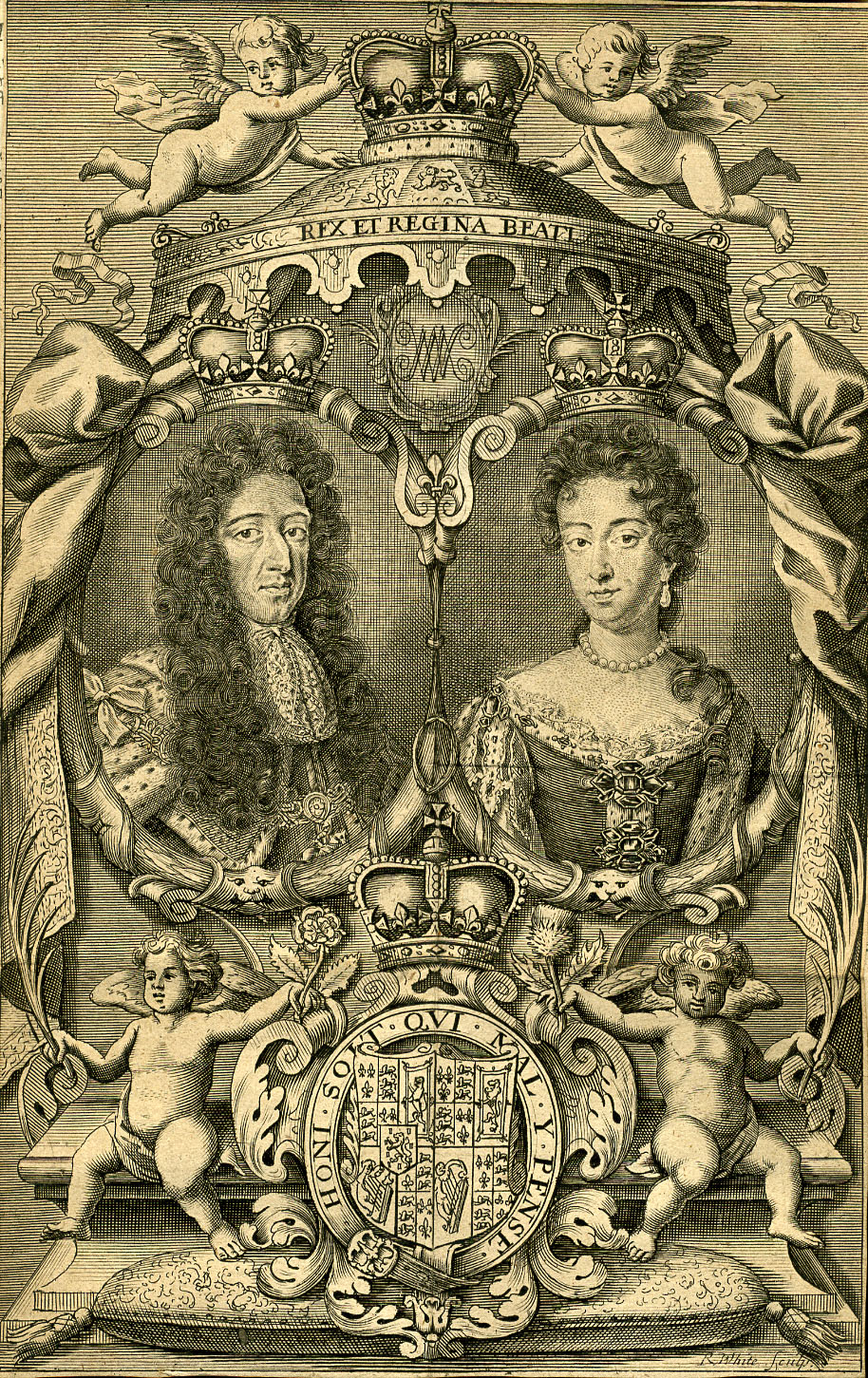
William al III-lea și Maria, sora Annei

În ceea ce a devenit cunoscut sub numele de "Revoluția glorioasă", cumnatul Annei, William de Orania, a invadat Anglia la 5 noiembrie 1688 într-o acțiune care în cele din urmă l-a detronat pe regele Iacob. După ce Iacob i-a interzis Annei să-i facă Mariei o vizită plănuită în primăvara anului 1687, Anna a corespondat cu sora ei și era la curent cu planurile lui William de a invada Anglia. La sfatul familiei Churchill, ea a refuzat să ia partea lui Iacob și la 18 noiembrie i-a scris lui William declarându-i aprobarea pentru acțiunile sale. Churchill l-a abandonat pe nepopularul rege la 24 noiembrie. A doua zi, Iacob a ordonat ca Sarah Churchill să fie arestată și adusă la palatul St James. Anna și Sarah au părăsit Whitehall pe scara de serviciu și au petrecut o noapte în casa episcopului Londrei.
Două săptămâni mai târziu, Anna a călătorit la Oxford unde s-a întâlnit cu Prințul George. "Dumnezeu să mă ajute" a spus Iacob când a descoperit dezertarea fiicei lui la 26 noiembie. "Chiar și copiii mei m-au părăsit". La 19 decembrie, Anna s-a întors la Londra iar Iacob a plecat în Franța pe 22 decembrie. Anna nu a arătat niciun motiv de îngrijorare la știrea plecării tatălui ei, în schimb a cerut doar jocul ei obișnuit de cărți.
In 1689, Adunarea Convenției Parlamentului a declarat că efectiv Iacob a abdicat când a plecat și, deci, tronurile Angliei și Irlandei erau vacante. Parlamentul Scoției a avut o acțiune similară iar William și Maria au fost delarați monarhi ai celor trei regate. Anna și descendenții ei erau în linia de succesiune după William și Maria și ei erau urmați de orice descendent al lui William dintr-o viitoare căsătorie. La 24 iulie 1689, Anna a născut un fiu, Prințul William, Duce de Gloucester, care, deși bolnav, a supraviețuit copilăriei. Cum regele William și regina Maria nu aveau copii, se părea că fiul Annei va moșteni coroana.

Curând după ascensiunea lor, William și Maria l-au răsplătit pe John Churchill cu comitatul de Marlborough, iar pe Prințul George făcându-l Duce de Cumberland. Anna a solicitat utilizarea Palatului Richmond și o indemnizație parlamentară. Inițial, William și Maria au refuzat, lucru care a cauzat tensiuni între surori. 

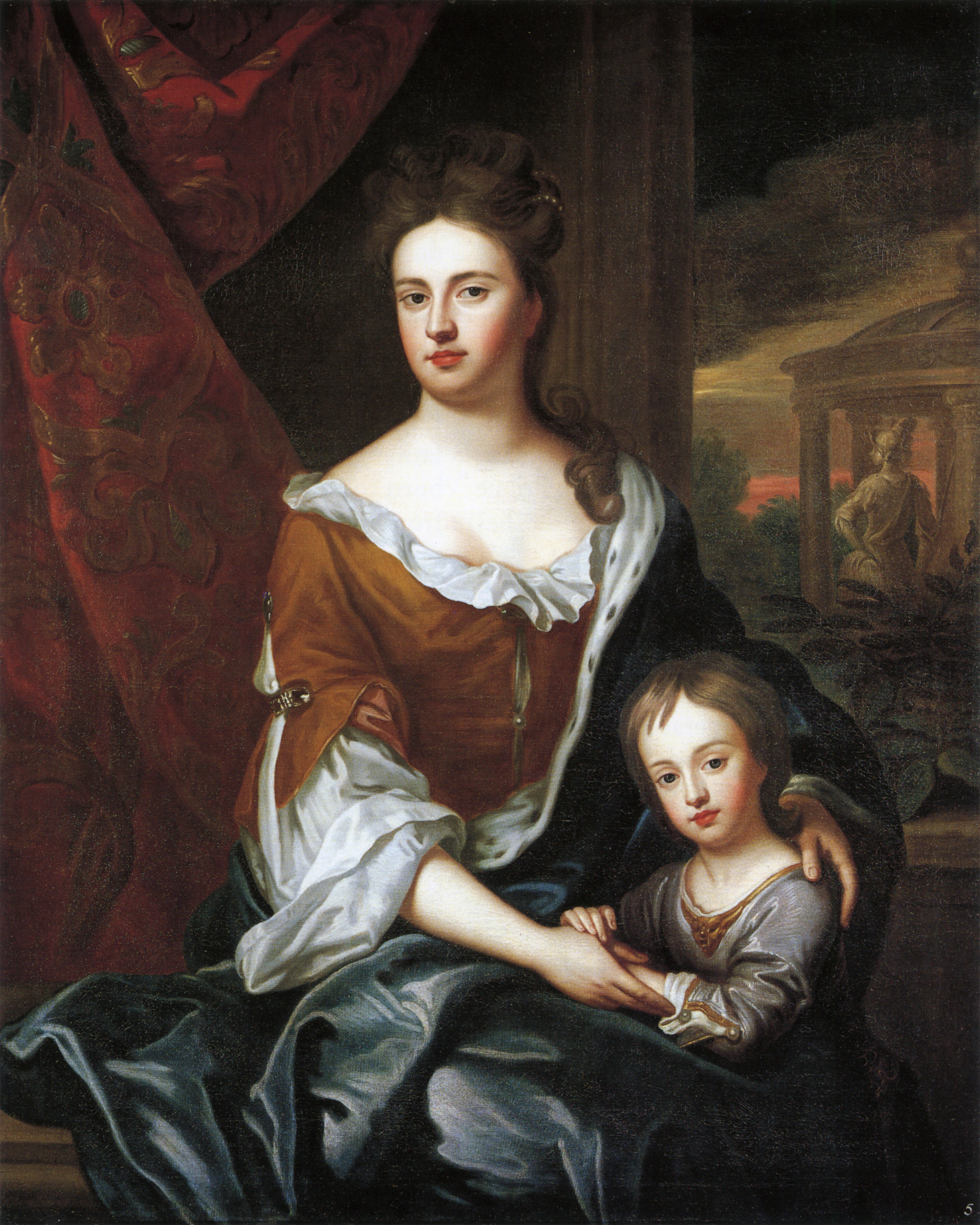
Anna și fiul ei William, Duce de Gloucester, circa 1694.

 Resentimentul Annei a crescut și mai mult când William a refuzat să permită Prințului George să servească în armată într-o poziție de activ.. În ianuarie 1692, bănuind că Marlborough conspira în secret cu susținătorii lui Iacob, William și Maria l-au demis din funcțiile dale. Anna a luat-o pe Sarah la evenimente sociale la palat și a refuzat cererea surorii sale de a o demite pe Sarah din funcția de administrator al ei.

În aprilie, Anna a născut un fiu care a trăit doar câteva minute. Maria a vizitat-o, însă a profitat de ocazie pentru a o mai certa o dată pentru prietenia cu Sarah. Cele două surori nu s-au mai văzut una cu cealaltă.
Când Maria moare de variolă în 1694, William a continuat să domnească singur. El i-a acordat onorurile anterioare și i-a permis să locuiască la Palatul St James, însă a exclus-o de la guvernare și s-a abținut s-o numească regentă în timpul absențelor sale din țară. Trei luni mai târziu, William l-a repus pe Marlborough în funcții.
Ultima sarcină a Annei s-a sfârșit la 25 ianuarie 1700, când a născut un fiu mort. A fost însărcinată de cel puțin șaptesprezece ori; de douăsprezece ori ea a suferit avort spontan sau a dat naștere la copii morți. Din cei cinci copii care au trăit, patru au murit înainte de a atinge vârsta de doi ani. Cel de-al cincilea copil, William, Duce de Gloucester, a murit la vârsta de unsprezece ani, la 29 iulie 1700, precipitând o criză de succesiune.
Anna a suferit de crize de gută, dureri la nivelul membrelor și începând cu anul 1698 dureri de stomac și de cap. Bazat pe pierderile ei fetale și simptome fizice, un patolog a diagnosticat-o cu lupus eritematos diseminat. Alternativ, o boală inflamatorie pelvină ar putea explica de ce simptomele ei au coincis cu penultima ei sarcină. Alte cauze sugerate pentru eșecul sarcinilor ei au fost: listerioza, izoimunizare, diabet și retard în dezvoltarea intrauterină.
În general, izoimunizare se agravează odată cu sarcini succesive și acest lucru nu se portivește cu faptul că singurul ei fiu care a supraviețuit s-a născut după o serie de sarcini eșuate.
Pentru a exclude romano-catolicii de la pretenția tronului, Parlamentul a promulgat în 1701 așa numitul "Act of Settlement", care prevedea că, în lipsa unor moștenitori direcți ai lui William al III-lea sau ai prințesei Anna, coroana britanică va fi moștenită de Sofia de Hanovra și de copiii acesteia. Sofia de Hanovra era descendentă a lui Iacob I al Angliei prin Elisabeta Stuart.
După ce William al III-lea a murit la 8 martie 1702, Anna a fost încoronată la 23 aprilie.

## Domnie

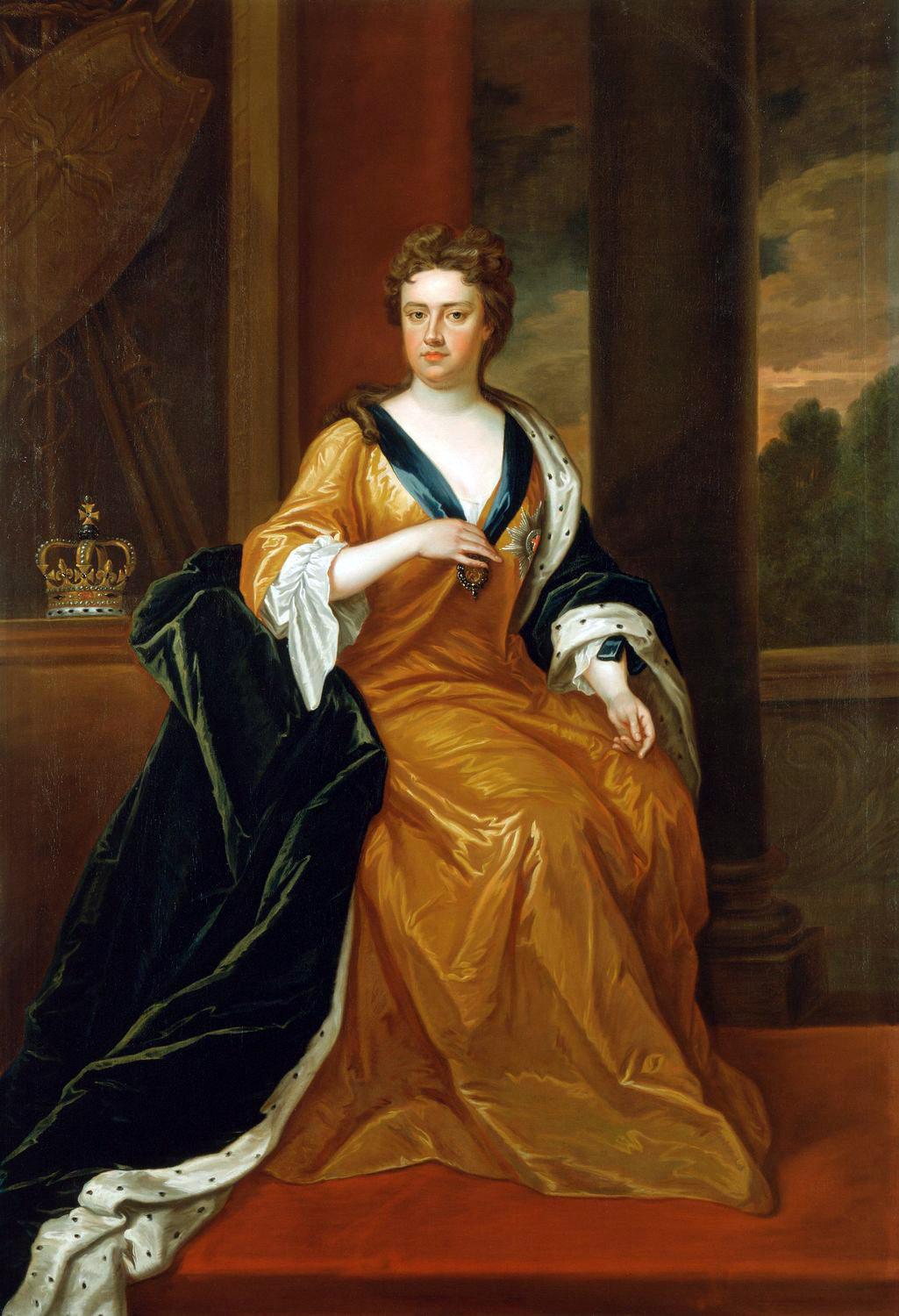
Portret de Charles Jervas

Anna a devenit regină după decesul cumnatului ei, William al III-lea, la 8 martie 1702, și a devenit imediat populară. Anna a fost încoronată regină la 23 aprilie 1702. Chinuită de gută, a fost purtată la Westminster Abbey într-un scaun deschis.
Regina Anna nu a avut niciodată prietenii pe care i-a avut William. Acesta îi susținuse pe whigi pentru că sprijineau politica lui europeană, s-au dovedit mai toleranți în chestiunile religioase decât adversarii lor și erau străini de orice iacobitism. Anna a fost insulară, anglicană riguroasă și fanatică tory.
 
Curând după ascensiune, Anna și-a numit soțul Lord Mare Amiral dându-i controlul Marinei Regale. Anna a dat controlul armatei Lordului Marlborough pe care l-a numit general căpitan. Marlborough a primit numeroase onoruri de la regină; a fost numit cavaler al Ordinului Jartierei și a primit rangul de duce.
 
Deși Ducesa de Marlborough a acceptat binefacerea pe care afecțiunea reginei o răspândea asupra ei și a soțului ei, o judeca pe Anna cu severitate: "În discuțiile obișnuite vorbele ei nu erau nici strălucite nici spirituale; când se discutau chestiuni importante, vorbea întotdeauna la repezeală și se ținea într-un mod supărător de ceea ce a fost sfătuită să spună, fără a da nici cel mai mic semn de inteligență, nici de judecată."
Primul parlament al Annei a fost compus din tory extremiști. Controversele politice și religioase au devenit violente.

### Războiul de succesiune spaniol

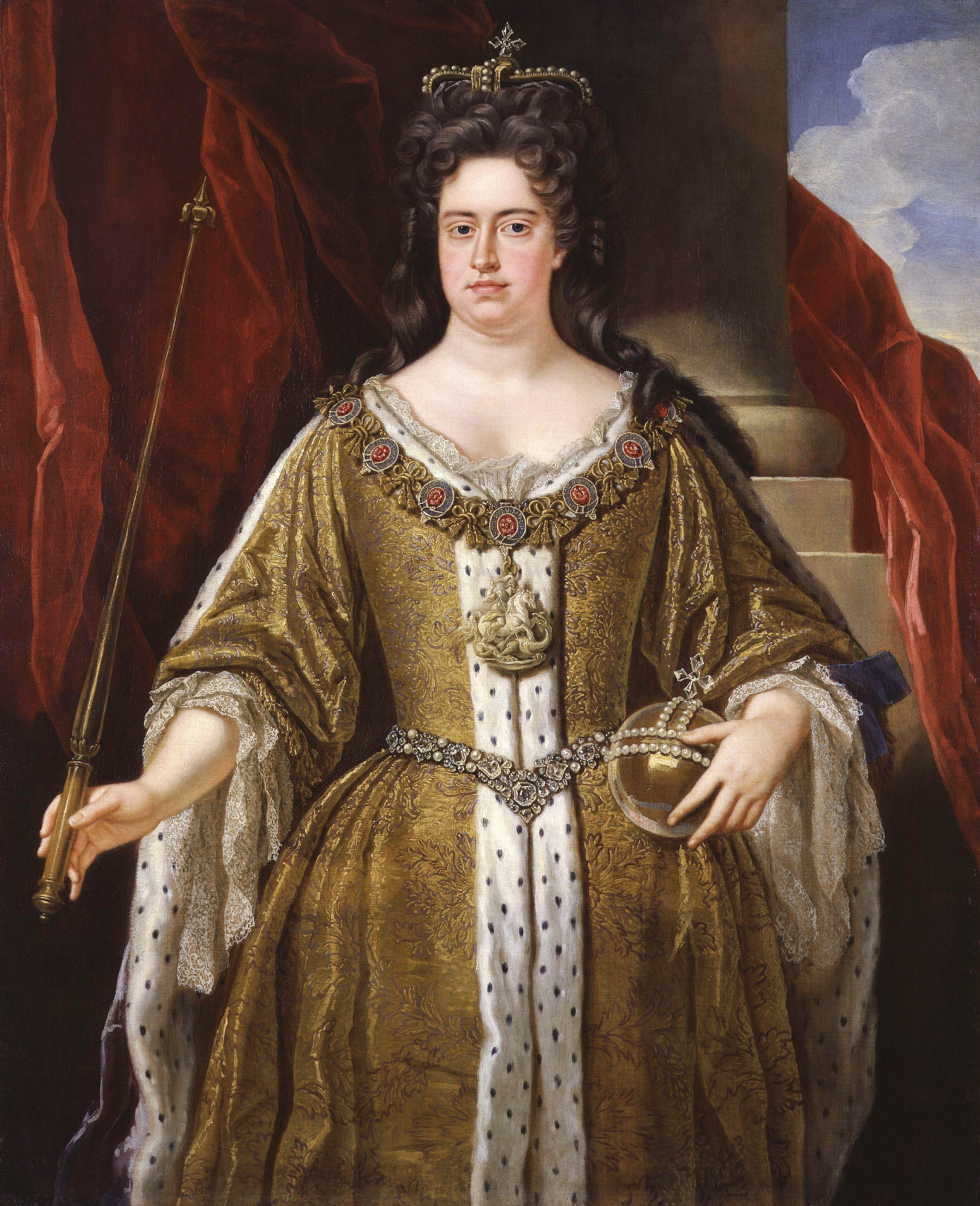
Portert al reginei, circa 1702

Aproape de îndată ce a urcat pe tron, Anna a fost implicată în războiul de succesiune spaniol. Acest război, în care Anglia a susținut pretenția arhiducelui Carol de a succeda la tronul Spaniei, a durat până în ultimii ani de domnie ai reginei Anna și a dominat atât politica externă cât și politica internă a Angliei.
Marlborough i-a zdrobit pe bavarezi și pe francezi la Blenheim (1704), apoi a cucerit Flandra la Ramillies (1706) însă în Bătălia de la Malplaquet englezii au pierdut mai mult de o treime din efectivele lor. Războiul s-a terminat prin semnarea Tratatului de la Utrecht în 1713. Anglia a obținut în Mediterană două baze importante: Gibraltarul și portul Mahon. Franța i-a cedat Terra-Nova și Golful Hudson. În coloniile Spaniei obține o serie de privilegii. Tot prin tratat, Franța se obliga să nu mai acorde azil pretendenților englezi (Iacob al III-lea și fiul său Carol Edward).

### Actul de uniune
În "Act of Settlement" din 1701, Parlamentul englez a neglijat să se consulte cu Parlamentul din Scoția care dorea să păstreze dinastia Stuart și dreptul de moștenire la tron. Răspunsul scoțian a fost "Actul de Securitate", un proiect de lege care prevedea că în cazul în care regina nu avea moștenitori, statele Scoției aveau dreptul să-și aleagă următorul monarh scoțian dintre numeroșii descendenți ai liniei regale din Scoția. La rândul său, Parlamentul englez - care se temea că o Scoție independentă ar fi restabilit alianța cu Franța - a replicat în 1705 prin  "Alien Act", care prevedea sancțiuni economice contra Scoției, scoțienii fiind declarați străini și fără dreptul de a deține proprietăți în Anglia, în caz că nu vor abroga "Actul de Securitate", sau în caz ca nu-și vor uni țara cu Anglia. În cele din urmă, statele scoțiene au ales ultima opțiune. La 16 ianuarie 1707 Parlamentul scoțian a aprobat actul uniunii. În conformitate cu acest act, la 1 mai 1707, Anglia și Scoția au devenit un singur stat numit Marea Britanie.

### Două partide politice
Domnia Annei a fost marcată de dezvoltarea unui sistem bi-partid: Tory(conservatori)  și Whigs (liberali). Primul ministru era din Partidul Tory, însă liberalii (Whigs) - care erau, spre deosebire de Tory, energici susținători ai războiului de succesiune din Spania - au căpătat o influență mult mai mare după ce Ducele de Marlborough a obținut o mare victorie în Bătălia de la Blenheim în 1704. Aproape toți Tory au fost înlăturați de la ministere. Deși formal șeful guvernului era Lordul Godolphin, puterea era de fapt deținută de Ducele de Marlborough și de cei doi secretari de stat (Charles Spencer, al 3-lea Conte de Sunderland și Robert Harley).

## Titluri, onoruri și arme
| See adjacent text                           |
| Stema de arme ca regină a Angliei 1702-1707 |

| See adjacent text                                  |
| Stema de arme ca regină a Marii Britanii 1707-1714 |

## Copii
| #  | Nume                        | Naștere                            | Deces                                           | Înmormântare      | Note |
| -- | --------------------------- | ---------------------------------- | ----------------------------------------------- | ----------------- | --- |
| 1  | O fiică                     | 12 mai 1684                        | 12 mai 1684                                     | Westminster Abbey | |
| 2  | Mary sau Marie              | 2 iunie 1685 Palatul Whitehall     | 8 februarie 1687 Castelul Windsor               | Westminster Abbey | |
| 3  | Anne Sophia                 | 12 mai 1686 Castelul Windsor       | 2 februarie 1687 Castelul Windsor sau Whitehall | Westminster Abbey | |
| 4  | Avort                       | 21 ianuarie 1687                   | 21 ianuarie 1687                                |                   | |
| 5  | Un fiu                      | 22 octombrie 1687 Whitehall        | 22 octombrie 1687 Whitehall                     | Westminster Abbey | Anne a născut la șapte luni iar copilul "murise cu o lună înainte". |
| 6  | Avort spontan               | 16 aprilie 1688                    | 16 aprilie 1688                                 |                   | |
| 7  | William, Duce de Gloucester | 24 iulie 1689 Hampton Court Palace | 30 iulie 1700 Castelul Windsor                  | Westminster Abbey | |
| 8  | Mary                        | 14 octombrie 1690 Palatul St James | 14 octombrie 1690 Palatul St James              | Westminster Abbey | A fost prematură cu două luni, și "a trăit în jur de două ore". |
| 9  | George                      | 17 aprilie 1692 Casa Syon          | 17 aprilie 1692 Casa Syon                       | Westminster Abbey | "A trăit câteva minute", suficient cât să fie botezat. |
| 10 | O fiică                     | 23 martie 1693 Casa Berkeley       | 23 martie 1693 Casa Berkeley                    | Westminster Abbey | |
| 11 | Un copil                    | 21 ianuarie 1694                   | 21 ianuarie 1694                                |                   | Cronicarul contemporan Narcissus Luttrell nu specifică sexul copilului, spune doar că Anne "a născut un copil mort". Istoricii moderni Edward Gregg și Alison Weir nu au căzut de acord dacă a fost sau nu un fiu |
| 12 | Avort spontan               | 17 sau 18 februarie 1696           | 17 sau 18 februarie 1696                        |                   | |
| 13 | Avort spontan               | 20 septembrie 1696                 | 20 septembrie 1696                              |                   | Luttrell spune că Anne "a avortat un fiu". Dr Nathaniel Johnson i-a spus contelui de Huntingdon într-o scrisoare datată 24 octombrie 1696, "Înălțimea Sa Regală a avortat doi copii, unul de șapte luni, celălalt de două sau trei luni, după cum spuneau medicul și moașa: unul s-a născut a doua zi după celălalt." |
| 14 | Avort spontan               | 25 martie 1697                     | 25 martie 1697                                  |                   | |
| 15 | Avort spontan               | decembrie 1697                     | decembrie 1697                                  |                   | Potrivit lui G. de L'Hermitage, rezident la Londra, Anne a avortat gemeni care erau "prea mici pentru a determina sexul". Alte surse spun că sarcina s-a terminat printr-un fiu născut mort. |
| 16 | Un fiu                      | 15 septembrie 1698                 | 15 septembrie 1698                              | Castelul Windsor  | James Vernon i-a scris Ducelui de Shrewsbury că medicul Annei crede că fătul "murise de 8 sau 10 zile". |
| 17 | Un fiu                      | 24 ianuarie 1700 St James's        | 24 ianuarie 1700 St James's                     | Westminster Abbey | Surse contemporane spun că Anne a născut la șapte luni și jumătate, după ce fetusul murise de o lună. |

## Biografie
- Benians, Ernest Alfred;  et al. (1909). The Cambridge Modern History. MacMillan & Co.
- Gregg, Edward (2001). Queen Anne. Yale University Press.
- Innes, Arthur Donald (1913). A History of England and the British Empire. The MacMillan Company.
- Lodge, Edmund (1832). The Genealogy of the Existing British Peerage. Saunders and Otley.